# Graham Sutherland
Graham Vivian Sutherland (Londres, 24 de agosto de 1903 – íd., 17 de febrero de 1980) fue un artista británico.
Nació en Streatham, Londres. Estudió en Epsom College, Surrey y en el Goldsmith's College de la Universidad de Londres, desde 1921 hasta 1926. En 1927 se casó con Kathleen Barry. 
No empezó a pintar en serio hasta que tenía treinta y tantos años, después de la caída del mercado del grabado, al que se había dedicado. Sus obras son principalmente paisajes, que muestran una afinidad con la obra de Paul Nash. Sutherland se centra en la inherente extrañeza de las formas naturales, y abstraerlas, a veces dando a su obra una apariencia surrealista; en 1936 expuso en la Exposición Surrealista Internacional de Londres. 
Desde 1940 Sutherland fue contratado como artista oficial en la Segunda Guerra Mundial como parte del proyecto de artistas de guerra. Trabajó en el frente doméstico, representando las minas, la industria, y los daños de los bombardeos.
Se convirtió al catolicismo en 1926 y, desde alrededor de 1950 hasta su muerte, estuvo profundamente implicado en la religión. Después de la guerra produjo varias obras religiosas, incluyendo una Crucifixión (1946) para la iglesia de san Mateo, Northampton y el tapiz Cristo en la gloria (1962) para la catedral de Coventry. También siguió produciendo obras basadas en formas naturales, y consiguió fundir parte de ellas -como por ejemplo las espinas- en su obra religiosa. Desde 1947 hasta los años 1960 su obra se inspiró en el sur de Francia, y adquirió una villa en Menton en 1955.
Sutherland también pintó una serie de retratos, siendo el primero y uno de los más famosos, el que hizo de Somerset Maugham (1949). Su cuadro de Winston Churchill (1954) fue destruido por orden de Lady Churchill; han sobrevivido estudios para este retrato.